# Puncturella decorata
Puncturella decorata är en snäckart som beskrevs av I. M. Cowan och J. H. Mclean 1968. Puncturella decorata ingår i släktet Puncturella och familjen nyckelhålssnäckor. Inga underarter finns listade i Catalogue of Life.